# Малое Петрово (Тверская область)
Малое Петрово  — деревня в Торжокском районе Тверской области. Входит в состав Будовского сельского поселения.

## География
Находится в центральной части Тверской области на расстоянии приблизительно 13 км на север-северо-восток по прямой от районного центра города Торжок.

## История
Деревня была отмечена еще на карте Менде (состояние местности на 1848 год). В 1859 году здесь (деревня Новоторжского уезда Тверской губернии) было учтено 12 дворов, в 1924 — 21. До 2017 года входила в Большепетровское сельское поселение.

## Население
Численность населения: 139 человек (1859 год), 26 (русские 92 %) в 2002 году, 20 в 2010.